# 小行星5593
小行星5593（英語：5593 Jonsujatha）是一颗围绕太阳公转的小行星。1991年5月9日，埃莉諾·赫琳在帕洛马山发现了此天体。
这颗小行星的绝对星等为340.72523等。